# 尾木直樹
尾木 直樹（おぎ なおき、1947年1月3日 - ）は、日本の教育評論家、法政大学名誉教授、臨床教育研究所「虹」主宰。愛称は「尾木ママ」。

## 来歴
姉と弟を持つ3人姉弟の真ん中として誕生する。滋賀県坂田郡伊吹町（現：米原市）生まれ。高松第一高等学校を経て早稲田大学教育学部卒業後、高校・中学校教諭、東京大学教育学部非常勤講師などを歴任。教員生活22年間を経て1994年に教員を退職。同年、臨床教育研究所「虹」を設立。東日本大震災後の被災地に何度か足を運び、教育や子育て支援活動にも取り組んだ。2011年7月2日、故郷の滋賀県米原市の「まいばらふるさと大使」に任命され、講演先の大津市で委嘱式が行われた。
早稲田大学大学院客員教授、法政大学キャリアデザイン学部准教授、法政大学教職課程センター長・教授などを経て、2017年4月から法政大学特任教授。2019年から法政大学名誉教授。これまでに200冊を超える著書を上梓し、講演会は若年層を中心に超満員となっている。

### 職歴
- 1971年3月 - 中学校1級・高等学校2級国語科教諭免許取得
- 1972年4月 - 海城高等学校教諭（ - 1976年3月）
- 1976年4月 - 東京都東村山市立東村山第一中学校教諭（ - 1980年3月）
- 1980年4月 - 東京都練馬区立中学校教諭（練馬中学校・石神井中学校）（ - 1993年3月）
- 1990年10月 - 東京大学教育学部学校教育学科非常勤講師（ - 1992年3月）
- 1992年10月 - 日本福祉大学社会福祉学部非常勤講師（ - 1992年10月）
- 1993年4月 - 東京都国分寺市立第一中学校教諭（ - 1994年3月）
- 1994年4月 - 東京経済大学非常勤講師（ - 1998年3月）
  - 成蹊大学文学部非常勤講師（ - 1999年3月）
  - 法政大学文学部非常勤講師（ - 2001年3月）
  - 臨床教育研究所｢虹｣設立（ - 現在）
- 1995年4月 - 早稲田大学第一･第二文学部非常勤講師（ - 1996年3月）
  - 岩手大学非常勤講師（ - 1996年3月）
- 2001年4月 - 早稲田大学大学院文学研究科非常勤講師（ - 2002年3月）
- 2004年4月 - 早稲田大学大学院教育学研究科客員教授（ - 2012年3月）		
  - 法政大学キャリアデザイン学部教授（ - 2017年3月）
- 2012年4月 - 法政大学教職課程センター長・教授（ - 2017年3月）
- 2017年4月 - 法政大学特任教授
- 2019年9月 - 法政大学名誉教授
- 2023年4月 - 東京都都立図書館名誉館長（　-　現在）[14]

この節の出典。

### 委員歴等
- 1997年12月 - 日本精神保健社会学会理事（ - 2013年8月
- 1998年6月 - キレる子現象専門家会議（東京都）委員（ - 1999年3月）
- 1998年8月 - 日本ヘルスカウンセリング学会認定「マスターコース」修了
- 1998年12月 - 青少年とテレビに関する専門家会合（郵政省、NHK、民放連）委員（ - 1999年6月）
- 1999年6月 - いじめ防止学習プログラム検討委員会（新潟県教育委員会）委員長（ - 2000年3月）
- 1999年11月 - 放送分野における青少年とメディア･リテラシーに関する調査研究会（郵政省）委員（ - 2000年6月）
- 2000年4月 - 日本教師教育学会常任理事（ - 2005年3月）
  - 放送と青少年に関する委員会（NHK、民放連）副委員長（ - 2004年3月）
- 2012年5月 - 可児市いじめ防止専門委員会特別顧問（ - 現在）
- 2012年8月 - 大津市立中学校におけるいじめに関する第三者調査委員会委員（ - 2013年1月）
- 2022年4月 - 東京都子供を笑顔にするプロジェクト、笑顔と学びの体験活動プロジェクトアドバイザー（ - 2025年3月）
- 2022年12月 - 旭川市いじめ問題再調査委員会委員長（ - 2024年9月）
- 2023年8月 - こどもスマイルムーブメント（東京都）アンバサダー[15]

この節の出典

## 人物・エピソード
- 父は気象庁の技官、母は小学校の教師で、教師を目指す契機となったのは母であった[16]。
- 高校1年の時、体育が苦手な生徒に蹴りを入れて体罰を行う体育教師に体罰をやめるよう授業中に抗議し、口論の末、その後は体育の授業を一人で受けていた。
- 教師時代に「教師の立場では現代の教育現場を変えられない」と感じ、評論家となった[17][信頼性要検証]。
- 女性のような物腰や柔らかい口調（いわゆるオネエ言葉）から「尾木ママ」という愛称で呼ばれている[2][17]。なお、「尾木ママ」の名付け親は明石家さんまである[18]。この口調は教師時代に女子生徒の進路の悩みから恋の悩みまで、交換日記にアドバイスを書いて渡していたとき、感性を高めるために染み付いたものであるという[19]。
- 平和安全法制に反対を表明している[20]。
- 2016年（平成28年）1月15日に起きた軽井沢スキーバス転落事故に法政大学の尾木ゼミの学生12人中10人が巻き込まれ、4人が死亡（3人が即死、意識不明だった1人は18日に死亡）、6人が重傷となった[21]。ゼミ生のうち残る2人は予定が合わず翌日に現地合流する予定であった[22]。また、この事故の犠牲者15人のうち運転手を除く全員が大学生であり、平成最悪のバス事故であった。
- 28歳の時に運転免許を取得。取得以来、無事故でゴールド免許だったが、2016年に娘婿にブレーキの遅さを指摘されたり、車庫入れがうまくできなくなったりしたため運転を控えていた。高齢運転者による交通事故の報道が相次いでいることもあり、2019年には運転免許証を武蔵野警察署に自主返納している[23]。
- 大のたばこ嫌いであり、当初から一切喫煙していない [要出典]。
- 2024年4月から読売新聞人生案内の回答者を担当[24]。

### 公式ブログでの発言
著名人の発言として、尾木のブログがメディアで取り上げられることが多く、論争になるものもある。
- 2014年8月31日、『軟式高校野球の準決勝。四日間に渡る延長50回は残念・残酷』と題し、同件について「こんなバカな試合をやらせるとは 教育機関なのかどうか」「残酷ショーさせた高野連に緊急見解を求めます」「まさか 精神論や武士道 おっしゃらないでしょうね」などと日本高等学校野球連盟への怒りをあらわにし、今後高野連に対し見解を求める意向を明らかにした[26][27]。
- 佐野研二郎が考案し手掛けた東京五輪・パラリンピックの公式エンブレムのデザイン料が200億円にも上るというデマがインターネット上で拡散され、ネットユーザーから非難が集中する騒動が起こったが、このデマの発端は2015年8月18日の尾木のブログではないかとJ-CASTニュースが指摘した。実際には、公募の中から東京五輪・パラリンピック組織委員会が採用したエンブレムのデザイナーに支払われる対価は著作権譲渡などによる100万円であり、その他に受け取る対価はない。尾木はブログ上で「素人にはよくわからないのですが...」としたうえで「東京オリンピックのエンブレム デザイナーにはいるお金　200億！と言われ　私たちもエンブレム入りのグッズ買えば料金の中にはデザイン使用料が入っているのではないのでしょうか!?」などと記していた。J-CASTニュースの取材に対しては「情報番組で（誰かが）話していたのを聞き、驚いてブログに書いた。その際、オリンピックのエンブレム使用料は（売上の）4～5％で、グッズなどに（エンブレムが）使用されると200億円くらいデザイナーに入ると言っていた」と釈明している。また、その後ブログにて本人が謝罪を行っている。[28]ただし、J-CASTニュースによればその内容と完全に合致する発言がなされた情報番組は確認されていない[29]。なお、この件に関連して前日の8月17日には、『デザインのトレースは泥棒。人の車盗んだも同然！本人に謝罪無しとは…』と題して当事者間に割って入り、佐野を咎める発言をしていた[30]。

## 著書
- 『おんぼろ学級・受験作戦 独りぽっちの闘いからクラスぐるみの闘いへ』学陽書房（ドキュメント現代の教育）1979
- 『いま、やる気を引きだす 学習意欲・生活規律を育てる指導』民衆社（進路と受験の相談室）1983
- 『女子中学生 揺れる心と育て方6つのポイント』学陽書房 1983
- 『勉強熱中時代 たのしい実力アップ大作戦』民衆社（手をつなぐ中学生の本）1983
- 『心つなぐ学級通信 中学教師のための学級づくり入門14』明治図書出版 1984
- 『学級通信の内容と作り方 中学校 発達課題をおさえた学年・月別ポイント』日本書籍（生き生き教室・学級づくり）1985
- 『男子中学生 揺れる心・性の実態と育て方』学陽書房 1985
- 『いきいき中学生 自立へのらせん階段』新日本出版社 1986
- 『ドラマのある中学2年の学級経営 自立しよう!思春期』明治図書出版 1987
- 『中学校の授業づくり 思想と技術』日本書籍（生き生き教室）1988
- 『学級を創るコツ 中学生連帯感を育てる』学陽書房 1989
- 『思春期ばんざい 愛をまさぐる子どもたち』草土文化 1989
- 『尾木直樹の学級通信 躍動する中学1年生』民衆社（実践資料12か月）1990
- 『学級担任はつらいよ 現代っ子をつかむ“しなやか戦略"』民衆社（シリーズ教育技術セミナー）1990
- 『生徒の力育てる学校づくり 舞台裏の指導』日本書籍（生き生き教室）1990
- 『愛とロマンの砦 生きている中学校』新日本出版社 1991
- 『少女反抗期 どうする?理由なき反抗』学陽書房 1991
- 『ちょっと待って!私立中学受験』労働旬報社（家庭と学校をつなぐ本）1991
- 『親とのじょうずなつき合い方 学級担任の悩みにこたえる』民衆社（シリーズ教育技術セミナー）1991
- 『男の子の思春期 揺れる心と性の悩みのとらえ方』学陽書房 1992
- 『子どもに頼るのもいいんじゃない。 「子どもの権利条約」時代を生きる教師』民衆社 1992
- 『学校好きになる教育 集団よりも「個」に寄りそい愛す』学陽書房 1993
- 『これからの進路教育 変わる高校入試と中学生』大月書店 1995
- 『いじめ その発見と新しい克服法』学陽書房 1995
- 『いじめっ子 その分析と克服法』学陽書房 1996
- 『子どもと対等の教育 子ども観の転換と協同づくり』学陽書房（陽selection）1996
- 『現在を生きる中・高生 心の居場所を求めて』日本書籍 1996
- 『学校溶解 新たな共同体への陣痛』日本書籍 1997
- 『いじめ防止実践プログラム 一人ひとりの教師への指針』学陽書房 1997
- 『「心の傷」が癒されるとき』清流出版 1998
- 『元気がでる子育て論』新日本出版社 1998
- 『学校は再生できるか』日本放送出版協会（NHKブックス）1998
- 『心罰 子どもの心を傷つける行為』学陽書房 1999
- 『「学級崩壊」をどうみるか』日本放送出版協会（NHKブックス）1999
- 『子どもの危機をどう見るか』岩波新書 2000
- 『親だからできる「こころ」の教育』PHP研究所 2001　「親だからできるこころの子育て」文庫
- 『お父さんが叱れない理由 データに見る現代父親像』佼成出版社 2001
- 『子どもとの日々の暮らしを豊かにしたい わくわく子育て88の知恵』講談社 2001
- 『「学力低下」をどうみるか』日本放送出版協会（NHKブックス）2002
- 『競争より「共創」の教育改革を 子どもと教師と保護者・地域住民の共同参画を求めて』学陽書房 2003
- 『子育てとテレビ新事情』新日本出版社 2004
- 『子どもの目線 臨床教育相談を考える』弘文堂 2004
- 『思春期の危機をどう見るか』岩波新書　2006
- 『尾木直樹の教育事件簿 フツーの子が事件を起こす時代に』学事出版 2006
- 『新・学歴社会がはじまる 分断される子どもたち』青灯社 2006
- 『ウェブ汚染社会』講談社+α新書　2007
- 『いじめ問題とどう向き合うか』岩波ブックレット　2007
- 『「新」教育基本法と私たち 新たな展望を求めて』アドバンテージサーバー 2007
- 『尾木直樹の教育相談室 悩みを前進力に変える70のヒント』学事出版 2007
- 『「カプセル家族」の危機 続発する家庭内殺人』学研新書　2007 「「よい子」が人を殺す」青灯社 2008
- 『教師格差 ダメ教師はなぜ増えるのか』角川oneテーマ21 2007
- 『うちの子の将来と「学力」 親と一緒に考える』新日本出版社 2007
- 『「ケータイ・ネット時代」の子育て論 時代の波に流されない力』新日本出版社 2008
- 『バカ親って言うな! モンスターペアレントの謎』（角川oneテーマ21）2008
- 『日本人はどこまでバカになるのか 「PISA型学力」低下』青灯社ブックス）2008
- 『学校を元気にする50のルール』三省堂 2008
- 『教育破綻が日本を滅ぼす! 立ち去る教師、壊れる子ども達』ベスト新書 2008
- 『「ケータイ時代」を生きるきみへ』岩波ジュニア新書 2009
- 『変われるか?日本の教育 現場の視点から「教育改革」を斬る』新日本出版社 2009
- 『「全国学力テスト」はなぜダメなのか 本当の「学力」を獲得するために』岩波書店 2009
- 『子ども格差 壊れる子どもと教育現場』角川oneテーマ21）2010
- 『子どもが自立する学校―奇跡を生んだ実践の秘密』青灯社 2011
- 『尾木ママの「叱らない」子育て論』主婦と生活社 2011　のち中経の文庫
- 『尾木ママの黙ってられない！』ベストセラーズ、2011
- 『尾木ママの「凹まない」生き方論』主婦と生活社、2011
- 『尾木ママの　共感・子育て　アドバイス』中央法規出版、2011
- 『グローバル化時代の子育て、教育 「尾木ママが伝えたいこと」』（未来への教育）ほんの木、2012
- 『尾木ママの子どもの気持ちが「わかる」すごいコツ』日本図書センター、2012
- 『「学び」という希望――震災後の教育を考える』岩波ブックレット 2012
- 『ピンチを「味方にする」スイッチ』主婦と生活社、2012
- 『生きづらいのは「ゆとり世代」だから、と思っている君たちへ』ブックマン社、2012
- 『尾木ママと読むこどもの論語』学研教育出版、2012
- 『尾木ママと考えるいじめのない学校といじめっ子にしない子育て』（未来への教育）ほんの木、2012
- 『尾木ママの「脱いじめ」論』PHP文庫、2013
- 『尾木ママの女の子相談室』全5巻 ポプラ社、2013（文、監修）
- 『尾木ママ、どうして勉強しなきゃいけないの？』主婦と生活社、2013
- 『尾木ママのだいじょうぶ育児ってじつはカンタンよ! ママのお悩み相談所』主婦の友社  2013
- 『尾木ママの10代の子をもつ親に伝えたいこと』PHP文庫 2014
- 『尾木ママの子どもを伸ばす言葉、ダメにする言葉』成美文庫 2014
- 『教師の本分 生徒と我が子の入学式、どっちが大事か?』毎日新聞社 2014
- 『尾木ママの幸せ孫育てアドバイス』学研パブリッシング 2014
- 『親子共依存』ポプラ新書 2015
- 『尾木ママの7つの人生力 ありのままに、今を輝かせる力』海竜社 2015

### 共編著・監修
- 『たのしい学級PTA入門』中村和江共編著 あゆみ出版 1985
- 『PTA入門シリーズ 2 活動編 PTA活動を考えよう』全国PTA問題研究会編 あすなろ書房 1985
- 『学校を救済せよ 自己決定能力養成プログラム』宮台真司共著 学陽書房 1998
- 『密室から子どもを救済せよ「母子カプセル」「学級カプセル」からのSOS』三沢直子共著 学陽書房 2000
- 『校長・教頭のための困った親への対処法!』（編）教育開発研究所（教職研修総合特集）2005
- 『「教育再生」を考える 子どもの命を救うために』（編著）教育実務センター（選書家庭と学校）2006
- 『教育格差の真実 どこへ行くニッポン社会』森永卓郎共著 小学館101新書 2008
- 『いま「開国」の時、ニッポンの教育 競争から共生へ 子どもたちが幸せだと感じない日本と幸福感世界一のオランダ。なぜ?』リヒテルズ直子共著 ほんの木 2009
- 『尾木ママンガ　ほめすく～叱らずほめて、すくすく子育て～』竹書房 2012（監修）
- 『名作よんでよんで　おやすみ前のお話３６６話』学研教育出版 2012（監修）
- 『お話で育む子どもの心』東京書籍、2013（監修）
- 『おしえて!尾木ママ最新SNSの心得』全3巻 監修 ポプラ社 2015
- 『「みんなの学校」から「みんなの社会」へ』木村泰子共著 岩波ブックレット 2019

## メディア出演

### テレビ
現在の出演番組
- 真相報道 バンキシャ!（日本テレビ、2002年‐）コメンテーター（不定期出演）
- ホンマでっか!?TV（フジテレビ、2010年1月 - ）[注 1]
- newsおかえり（朝日放送、2022年4月 - ） スタジオパネラー（隔週木曜日に出演）
- 旬感LIVEとれたてっ！（カンテレ、2022年4月 - ） コメンテーター（主に月曜日に出演）

過去の出演番組
- おかあさんの勉強室（NHK教育）
  - 十代のこころ 「おしゃべり・ちこく・わすれもの」（1982年4月16日）
  - 十代のこころ 「教師の実践報告」(2)-学力-（1983年4月15日）
  - 十代のこころ 「中学生の学力」-基礎学力-（1983年10月14日）
  - 十代のこころ 「いま学校では」-よい先生とは-（1985年1月10日）
  - 十代のこころ 「友達は親より大事？」（1985年10月3日）
  - 「入学入園直前チェック」(3) -見えていますか？思春期の心〜中学校-（1988年3月9日）
- 電話相談・教育（NHK総合）
  - 「進路」(1)（1992年11月10日）
  - 「進路」(2)（1992年11月17日）
  - 「登校拒否」（1993年6月30日）
  - 「子どもだってつらい・学校」（1993年8月2日）
  - 「子どもだってつらい〜私と学校」（1994年8月2日）
  - 「いじめを考える」（1994年12月8日）
- 日曜討論（NHK総合・ラジオ第1・BS2[注 2]）
  - 「子どもたちのSOS! "いじめ"緊急対策を問う」（1995年3月19日）
  - 「なぜ14歳が…？〜神戸小学生殺害事件」（1997年7月6日）
  - 「ナイフ事件 いま中学生に何が？」（1998年3月15日）
  - 「"学級崩壊"子供とどう向き合うか」（1999年5月2日）
  - 「校内暴力3万件 なぜ子どもたちは"キレる"のか」（1999年8月22日）
  - 「相次ぐ少年犯罪 子どもたちに何が起きているのか」（2000年5月7日）
  - 「教育改革をどうする」（2000年12月17日）
  - 「学校5日制教育をどうする」（2002年4月28日）
  - 「学力低下・ゆとり教育見直し教育改革を問う」（2005年2月20日）
  - 第1部「麻生外相に問うどうする日本外交」（2006年2月19日）
- 教育トゥデイ（NHK教育）
  - 「偏差値追放、その後」- 内申書をどういかすか -（1997年9月27日）
  - 「教育この一年」（1998年12月26日）
  - 「教育大改革時代」(1)- 我々はどう向きあうのか -（2000年4月1日）
  - 「教育大改革時代」(2)- 心の教育で何を学ぶのか -（2000年4月8日）
  - 「教育大改革時代」(3)- どんな教育制度で学ぶのか -（2000年4月15日）
  - 「教育大改革時代」(4)- 自主性尊重で学校は変わるのか -（2000年4月22日）
  - 「教育大改革時代」(5)- どんな大学で学ぶのか -（2000年4月29日）
  - 「教師へ」(2)- つながりをもとめて -（2001年4月12日）
  - 「教師へ」(3)- 授業で子どもとどう向き合うか -（2001年4月26日）
- BS討論（NHK BS1）
  - 「学校は何ができるか」- 増加する不登校 -（1998年10月3日）
  - 「子どもの暴力」- 急増・低年齢化の中で -（1999年1月30日）
- 少年少女プロジェクト特集（NHK教育、2000年3月18日）
  - 「10代が語る理想の教育」(1)
  - 「10代が語る理想の教育」(2)
- クローズアップ現代（NHK総合・BS1）
  - 「誰も助けてくれなかった」- 少年5000万円恐喝事件 -（2000年4月13日）
  - 「先生がいなくなった〜21人“採用取り消し”の波紋〜」（2008年9月8日）
- ETV2001（NHK教育）
  - 「日本の宿題・学校」(6)- 教師たち・なぜ疲れているのか -(2)（2001年4月10日）
  - 「こんな学校に行きたい」(1)- 教師は外で学べ -（2001年11月12日）
  - 「こんな学校に行きたい」(3)- 学校をつくってみませんか -（2001年11月14日）
- BS列島情報（NHK BS1）
  - 関西「小学1年生に異変」- 教室でいま何が -（2001年5月1日）
  - 東海・北陸「"教師改革"が始まった」（2002年3月6日）
- 金曜フォーラム（NHK教育）
  - 「テレビはこのままでいいのか 中学生とともに考える」（2001年8月17日）
  - 「これからのテレビ・中学生とともに考える」（2002年9月6日）
- 教育フォーカス（NHK教育）
  - 「教育改革1か月」(3)- 親が学校を変える!? -（2002年5月16日）
  - 「子どもたちはなぜ勉強しなくなったのか」（2003年2月27日）
- 土曜フォーラム（NHK教育）
  - 「テレビへの提言〜中学生からのメッセージ」（2003年8月17日）
  - 「今、ひきこもりを考える」（2003年9月27日）
- たけしの日本教育白書（フジテレビ）
  - 第1回（2005年11月12日）
  - 第2回（2006年11月11日）
  - 第3回（2007年10月27日）
  - 第4回（2008年11月22日）
  - 第5回（2009年11月22日）
  - 第6回（2010年11月20日）
- 新BSディベート（NHK BS1）
  - 「いじめとどう闘うか」（2007年8月26日）
  - 「ネット社会の落とし穴 子どもたちをどう守るか」（2008年4月27日）
- テレビ寺子屋（テレビ静岡） - 講師
- ひるおび!（TBS、2010年11月 - 2014年3月） - 月曜日コメンテーター
- スッキリ!!（日本テレビ） - 木曜日コメンテーター（不定期）
- セカイでニホンGO!（NHK総合）
  - 「学力もガラパゴス？最新ニホン教育事情」（2011年8月4日）
  - 「ニホンの大切なことは怪獣から教わった」（2011年9月1日）
  - 「長寿大国ニホンの“終活”」（2011年9月15日）
  - 「セカイが学んだニホンを学べ！」（2011年10月20日）
- 教科書にのせたい!（TBS、2011年4月 - 2012年9月）
- Rの法則（NHK教育）
  - 「お弁当の思い出」（2011年11月16日）
  - 「2012年 お年玉事情」（2012年1月4日）
  - 「R'sチャレンジ〜小田原 かまぼこ板積み競争〜」（2012年5月2日）
  - 「教えて！先輩 苦手克服テクニック〜論説文〜」（2012年6月14日）
- オトナへのトビラTV（NHK教育）
  - 「めざせ！10代からの“美BODY”」（2012年1月1日）
  - 「奨学金マニュアル」（2012年6月7日）
  - 「リアルな“シューカツ”情報」（2012年6月21日）
  - 「“まわり道”も悪くない？」（2012年6月28日）
  - 夏スペシャル 「ワタシが悩んでいたころ」（2012年8月23日）
- 地球イチバン（NHK総合）
  - 「地球でイチバン“子どもにやさしい”教育」（2012年3月8日）
  - 「地球でイチバン アタマがよくなる!?授業 フィンランド」（2012年12月13日）
- ザ・39歳（BS TwellV、2012年4月29日 - 9月23日） - 初のMC番組
- 第63回NHK紅白歌合戦（NHK総合・ラジオ第1、2012年12月31日） - 審査員
- Oh,My Dad!! 第5話（フジテレビ、2013年8月8日）- 本人役
- エデュカチオ!（NHK教育、2012年11月30日、2013年4月27日 - 2015年3月7日） - MC
- ダウンタウンのガキの使いやあらへんで!!年越しスペシャル（日本テレビ）
  - 絶対に笑ってはいけない地球防衛軍24時（2013年12月31日）
  - 絶対に笑ってはいけない大脱獄24時（2014年12月31日）
  - 絶対に笑ってはいけない名探偵24時（2015年12月31日）
- モーニングバード（テレビ朝日、2015年4月 - 8月） - 水曜日コメンテーター
- あさチャン（TBS、2019年4月-12月）-コメンテーター（水曜レギュラー）
- 直撃LIVE グッディ!（フジテレビ、2015年4月 - ） コメンテーター（曜日不定だが、主に木曜）
- 情報プレゼンター とくダネ!（フジテレビ） コメンテーター（主に木曜）
- キャスト（朝日放送テレビ、2011年10月 - 2022年3月）金曜日コメンテーター（準レギュラー）
- ウワサの保護者会（NHK Eテレ、2015年4月2日 - 2022年3月26日） MC（レギュラー）
- チャント!（CBCテレビ、2020年4月 - 2021年3月） - コメンテーター（不定期出演）
- シューイチ（日本テレビ、2011年4月 - ）コメンテーター（準レギュラー）
- 今夜はナゾトレ（フジテレビ、2018年 - ） - 解答者（不定期出演）
- スカッとジャパン（フジテレビ、2019年 - ） - 尾木山直人役（不定期出演）
- めざまし8（フジテレビ、2021年4月 - 2025年3月） コメンテーター（主に木曜日に出演）

テレビドラマ
- 警視庁・捜査一課長 Season6 第9話（2022年6月9日、テレビ朝日） - 猫林たま 役

### ラジオ
- 土曜ジャーナル（NHKラジオ第1）
  - 「教育の多様な場を確保せよ〜定時制高校統廃合の行方」（2002年3月9日）
  - 「どう学力を育てるのか！〜教える側の質を高める取り組み」（2006年3月11日）
  - 「大学は何を担うのか〜全入学時代に問われる高等教育〜」（2007年11月24日）
- 夕やけ寺ちゃん 活動中（2010年10月 - 2013年3月、文化放送） - 金曜日コメンテーター
- すっぴん!（2012年 - 、NHKラジオ第1） - 第二火曜レギュラー
- wktkラヂオ学園（2012年4月 - 2015年3月、NHKラジオ第1） - 準レギュラー
- 日曜出勤生ラジオ（2013年1月 - ?、MBSラジオ） - 内包コーナー『尾木ママの虹色 にちようび』に出演
- 尾木ママのマンマ・ミーア!（2013年4月 - 2015年9月、TOKYO FM）
- ラジオ深夜便（2023年4月 - 2025年3月、NHKラジオ第1）-　ミッドナイトトーク（偶数月の第一月曜日に出演）
- 伊集院光のタネ（2024年12月25日・27日、ニッポン放送）[31][32][注 3]

### CM
- イオン「ランドセル・かるすぽ」（2011年8月）
- 日産自動車「NissenLEAF×未来日記」第6話（2012年6月）
- 小学館「小学一年生（2013年3月）
- KDDI「話題のスマホ 俳句編」（2013年9月）
- 塩野義製薬 「インフルエンザ早期治療啓発キャンペーン」 (2013年10月 - 12月)
- 大日本除虫菊 キンチョール「廊下」篇（2014年4月） - 山瀬まみと共演
- アクセスグループ「アクセス進学ラボ」（2014年4月）
- アイケンジャパン「アパート経営で賢い投資」（2014年6月）
- ロッテ企業広告「実験結果篇」（2015年8月）
- ニチイ学館Web限定公開動画「教えて!尾木ママのお仕事お悩み相談室」（2015年8月）
- オリックス生命「新ライズサポート」「ファインセーブ」「新キュアサポート」（2018年3月‐）

### その他
- モンスターペアレント（2008年7月1日 - 9月9日、フジテレビ、資料協力）
- 異色の突然のブレーク（インタビュー、2011年1月1日朝日新聞、テレビ・ラジオ欄37面、マツコ・デラックス、渡部陽一、2人込み）